# Watertoren (Laren)
De watertoren in Laren is in opdracht van Provinciaal Waterleidingbedrijf Noord-Holland ontworpen door architect Wouter Hamdorff en is gebouwd in 1931-1933. Volgens de bouwopdracht was het de bedoeling dat de watertoren tevens dienst zou gaan doen als uitzichttoren.
De toren is gevestigd aan de Rijksweg West en is gemaakt van betonen en bekleed met mondklinkers. De watertoren heeft een hoogte van 35,65 meter en twee waterreservoirs van elk 500 m³.
De opdracht aan architect Hamdorff was dat de vorm in het landelijke gebied moest passen en omdat de toren hoog moest worden was dat niet gemakkelijk. Toen het werk was voltooid werd het door de opdrachtgever en door vakgenoten zeer positief gewaardeerd.
In 1938 werd de toren ter gelegenheid van het 25-jarig bestaan van de schoonheidscommissie van Laren bekroond in de categorie utiliteitsbouw. De gedenksteen aan de voet van de toren herinnert hieraan.
De toren heeft de status rijksmonument.

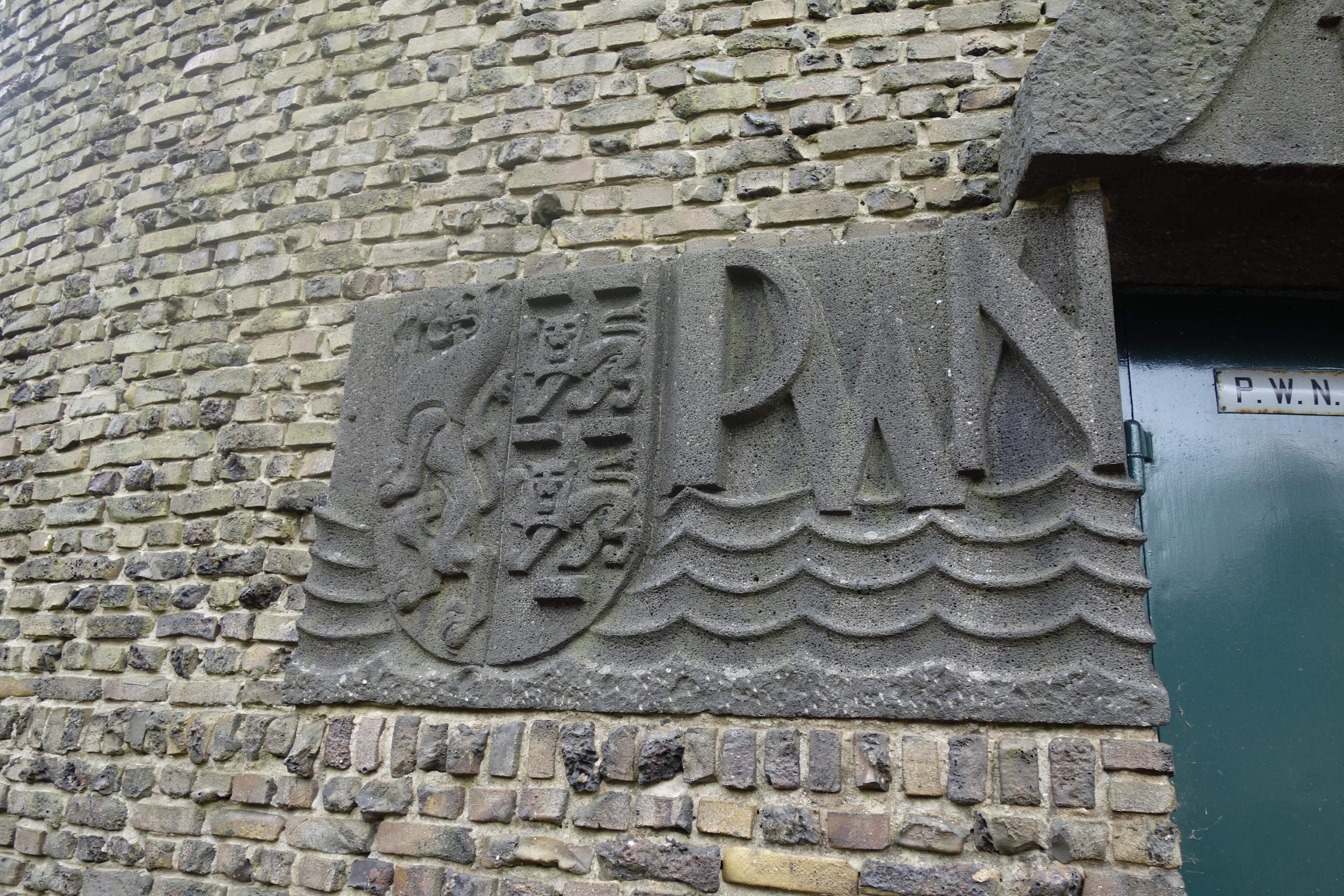
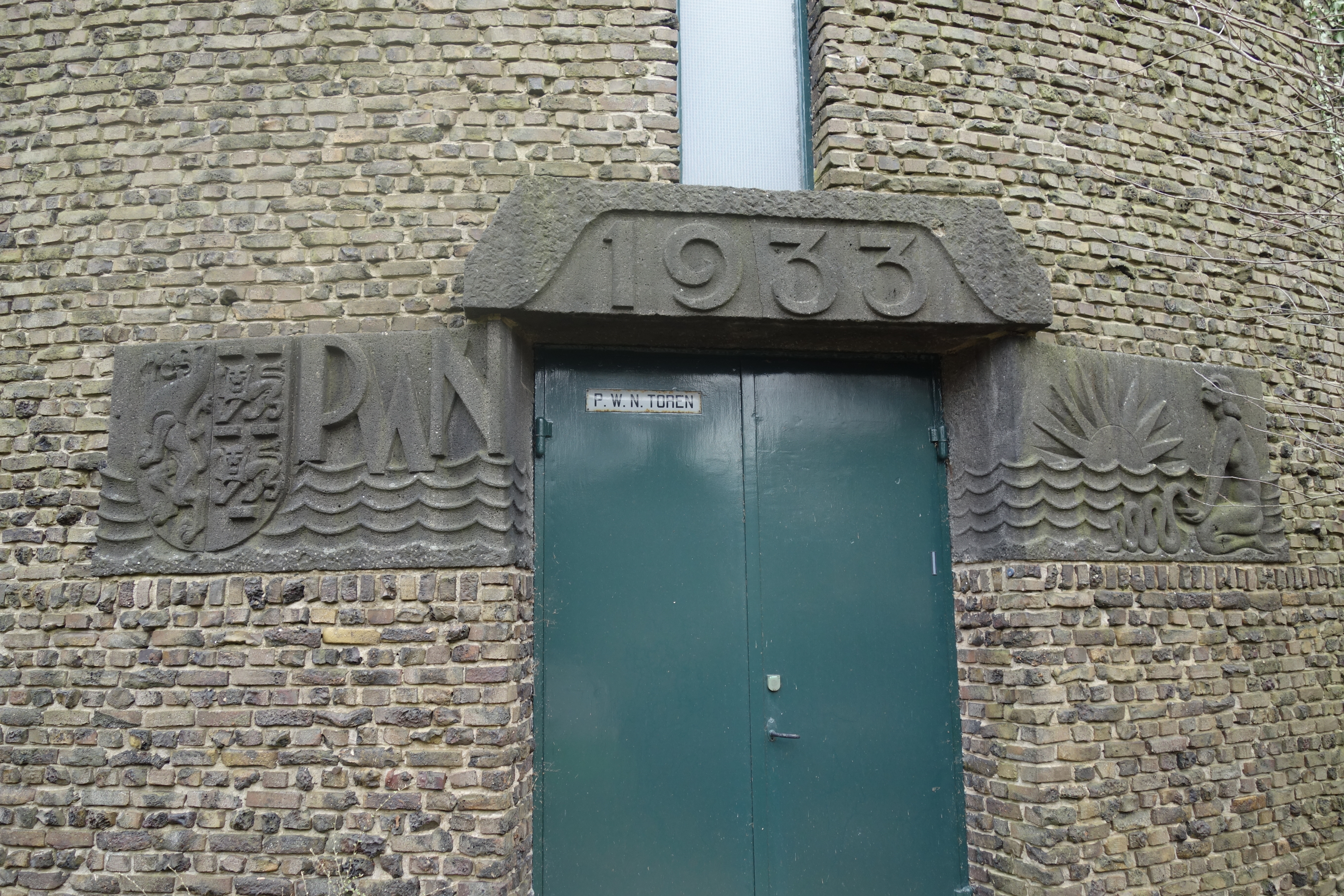
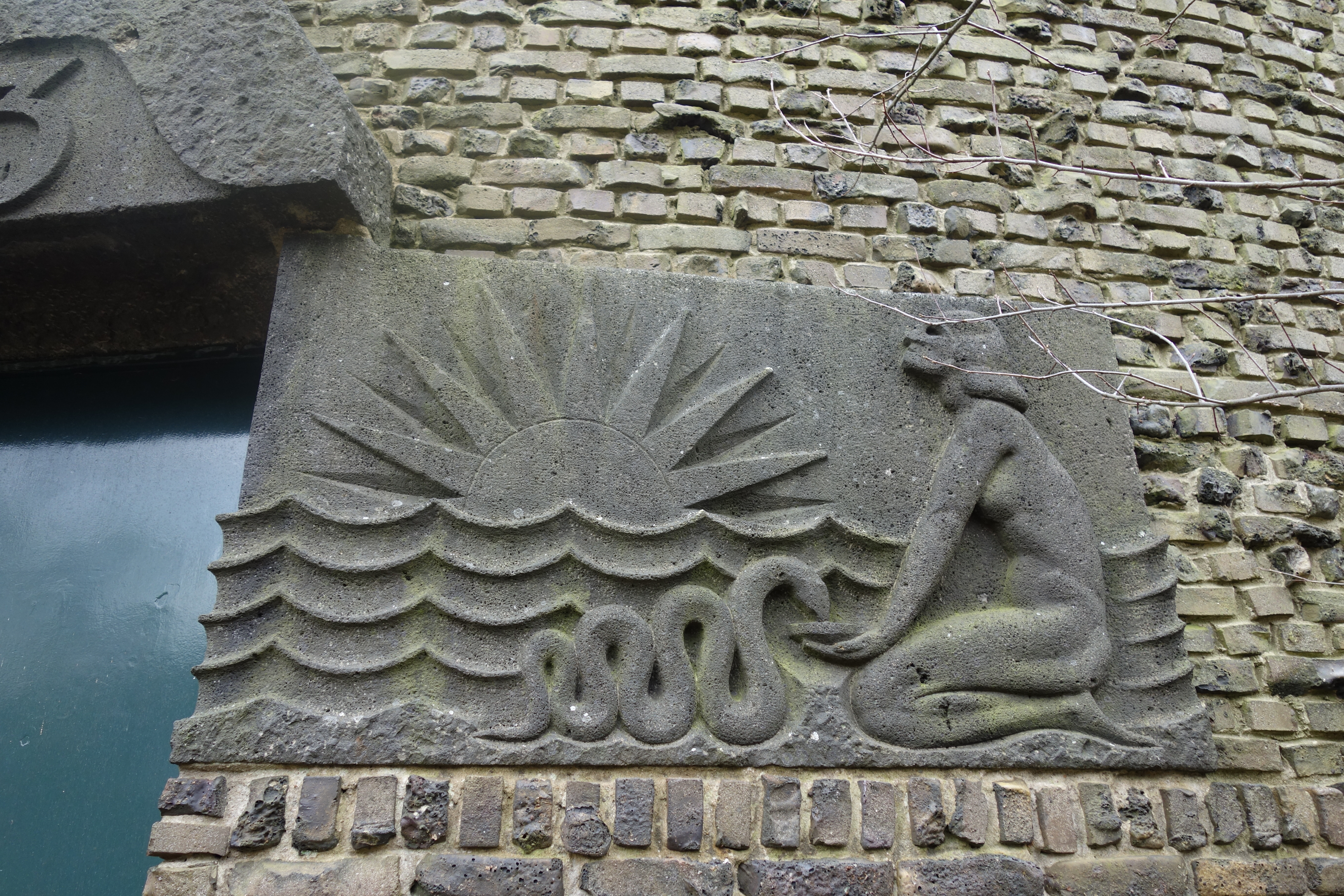
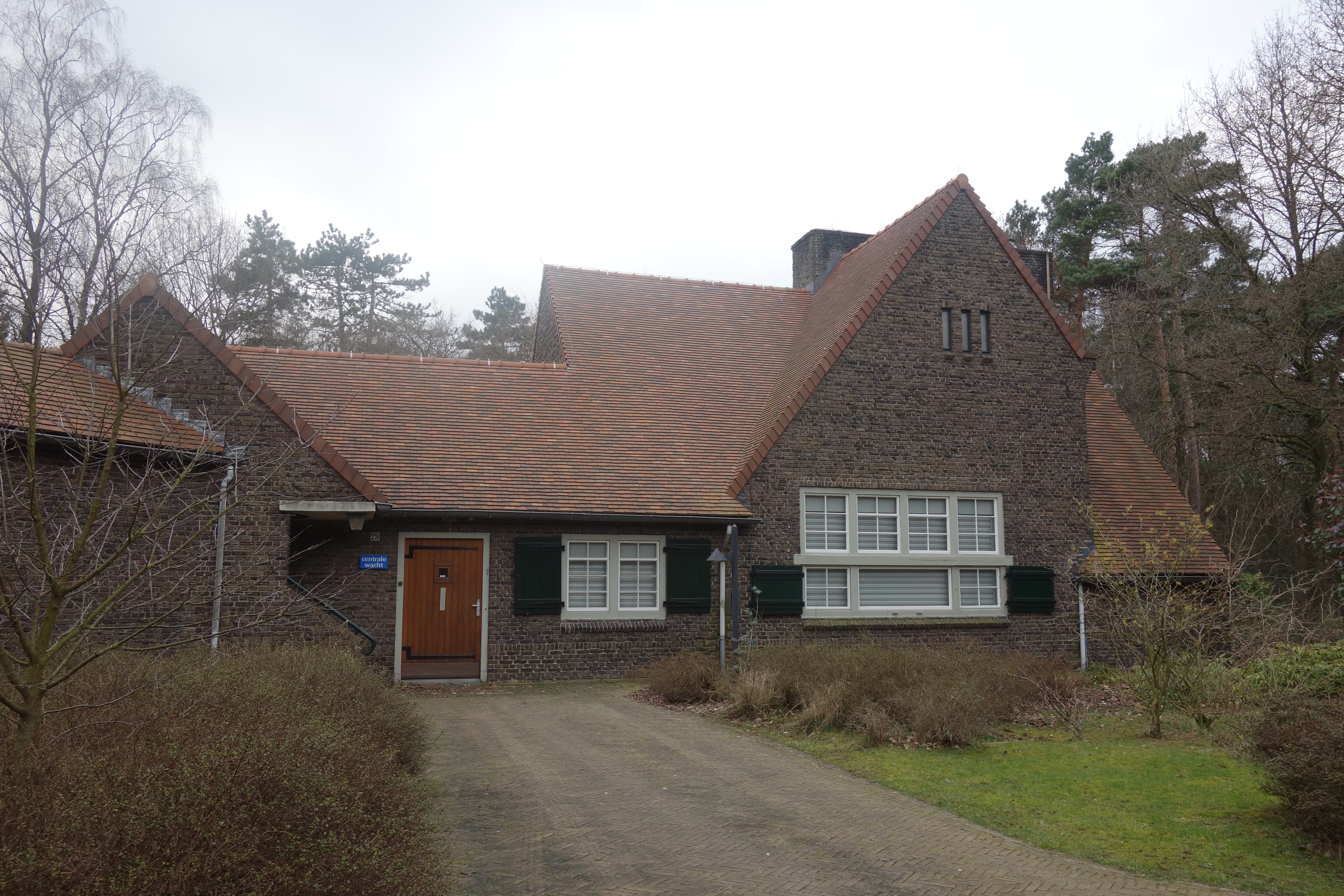